# Feenfels (Crans-Montana)
Die Ruine der Felsenburg genannt Feenfels (französisch Rocher des Fées) liegt auf dem Gemeindegebiet Crans-Montana, Wallis, Schweiz, zwischen Mollens und Aminona, genauer in einer Felswand beim Maiensäss Les Echerts. Die Ruine ist relativ gut erhalten und kann aus der Nähe betrachtet werden. Wegen ihrer Lage im Fels ist der Zutritt ins Innere schwierig. Die Felsenburg wurde gegen Ende des 12. Jh. erbaut und diente vermutlich als Zufluchtsort während der Kriege und Raubzüge in dieser Zeit.
Diese Felsenburg ist im schweizerischen Kulturgüterschutzinventar unter dem Namen Roches des Fées eingetragen. Sie ist nicht mit der Grotte aux Fées in der Nähe von Saint-Maurice, im Unterwallis, zu verwechseln.

## Felsenburgen im Wallis
Felsenburgen, auch Höhlenburgen oder Troglodytenunterkünfte genannt, findet man in der ganzen Schweiz, im Mittelwallis sind sie recht häufig anzutreffen. Die Felsenburg Feenfels gehört zu den am besten erhaltenen. Auf dem Gemeindegebiet von Crans-Montana gibt es noch eine zweite Felsenburg. Diese liegt weit in der Felswand über Les Cingles, ist deswegen kaum sichtbar und praktisch unzugänglich. Weitere Felsenburgen in der Umgebung, auch genannt Grottes aux Fées oder einfach Grottes, befinden sich beispielsweise in den Gemeinden Arbaz, Grône, Nax und Leukerbad. Sie wurden zwischen dem 12. und 15. Jahrhundert erbaut, was auch mit einer kriegerischen Periode im Walliser Mittelalter zusammenfällt. Diese Schutzbauten sind alle weit abgelegen und kaum zugänglich. Während der Raubzüge konnten dort die wenigen Eingeweihten sichere Zuflucht finden.

## Standort und Anlage
Die Ruine befindet sich auf dem Gemeindegebiet von Crans-Montana, in der Nähe der asphaltierten Verbindungstrasse zwischen Mollens und Aminona, im unteren Teil der Felswand über dem Maiensäss Les Echerts. Fährt man diese Strasse bergwärts, kommt zunächst rechts die Abzweigung zu diesem Maiensäss, und kurz danach befindet sich links ein Parkplatz, der mit einer Tafel Feenfels angeschrieben ist. Von dort führt ein kurzer Wanderweg durch den Wald zur Felsenburg. Allerdings kann man die Felsenburg nur aus einer Distanz von 5–20 m betrachten, weil die Innenräume ohne eine lange Leiter oder eine Kletterausrüstung nicht erreichbar sind. Im Winter ist die Felsenburg besser sichtbar, weil die Sicht durch das Laub der Bäume nicht verdeckt ist. Die Felsenburg ist etwa auf 1265 m. ü. M. gelegen.
Die Felsenburg besteht aus zwei übereinander liegenden Schutzräumen, die miteinander verbunden waren. Die beiden Schutzräume sind jeweils etwa 5 m hoch und 4 m breit. Deren Form erinnert an zwei eiförmige Schalen, welche in Felsspalten dicht an den Fels gebaut wurden. Abgesehen vom nördlichen Teil des oberen Schutzraumes ist das Mauerwerk gut erhalten. Es besteht aus Schiefersteinen, die in der Nähe geschnitten, und mit Kalk verbunden wurden. Der Bau passt sich optisch sehr gut dem Fels an, so dass er selbst aus der Nähe kaum zu erkennen ist.
Die Schutzräume wurden mit schmalen Luken beleuchtet, die vermutlich auch als Schiessscharten gedient haben. Innerhalb der Schutzräume lassen sich Balkengehäuse erkennen, welche früher zur Verankerung eines Holzgerüstes gedient haben. Dieses Holzgerüst stützte vermutlich mehrere Holzböden, womit die Schutzräume unterteilt waren.
Die Felsenburg war durch einen Eingang zum unteren Schutzraum erreichbar, der etwa in der Höhe von 3 m im Fels liegt. Vermutlich wurde eine Leiter benützt, die notfalls entfernt werden konnte. Der obere Schutzraum konnte durch eine Öffnung, die über dem obersten Holzboden des unteren Schutzraums gelegen war, erreicht werden.

## Geschichte
Die Felsenburg wurde etwa in der Periode 1180–1200 erbaut. Die Datierung konnte mittels Dendrochronologie erfolgen, die das Jahr 1179 angibt, in welchem der Kiefer, der für einen Balken im unteren Schutzraum verwendet wurde, gefällt wurde.
Die heutige asphaltierte Strasse wurde um 1965 erbaut. Früher führte der Weg über das Maiensäss weiter östlich an der Felsenburg vorbei, etwa wie der heutige Wanderweg. Aus diese Tatsachen kann man schliessen, dass die Felsenburg nur eine Schutzfunktion hatte. Drinnen war der Platz auf wenige dutzend Quadratmeter beschränkt, und es war unmöglich grössere Mengen an Wasser und Lebensmitteln zu lagern. Somit konnten nur wenige Eingeweihte hoffen, dort nur über einen relativ kurzen Zeitraum sichere Zuflucht zu finden.
Historiker vermuten, dass diese Schutzräume während der Raubzüge der Berner und Savoyer in Wallis erbaut und benützt wurden. Dies wurde zunächst während der Emanzipationskriege gegen die Zähringer im Norden (Ende 10. bis Anfang 11. Jh.) wichtig, dann während der Kämpfe zwischen dem bischöflichen Gebiet und dem Grafen von Savoyen im Westen (13. Jh.), und während des Raronhandels (14. Jh.). Möglicherweise wurden diese Zufluchtsorte noch in jüngerer Zeit genutzt, möglicherweise in den Jahren 1798 und 1799, als napoleonische Truppen das Wallis stürmten.

## Sagen
Zu dieser Felsenburg gibt es mehrere Sagen. Die bekannteste erzählt, dass in dieser Felsenburg Feen mit Schaffüssen gewohnt haben sollten. Diese Feen sollten immer wieder einen unterirdischen Tunnel, der die Felsenburg mit der Mühle im Dorf Mollens verbindet, heimlich benützt haben. Einmal in der Mühle, haben sie nicht nur Mehl entwendet, sondern auch Obst, Käse, Schnaps und kleine Haustiere.
Den Tunnel gibt es nur in dieser Sage, aber er wurde wahrscheinlich durch einen Hohlraum angeregt, der sich im unteren Schutzraum befindet. Müllergesellen machten sich die Sage zu Nutze: Wenn der Müller sie schalt, dass schon wieder etwas in der Mühle verschwunden sei, gaben sie vor, es seien die Feen schuld.